# Martijn Fischer
Martijn Fischer, né le 28 janvier 1968 à Utrecht,, est un acteur et chanteur néerlandais.

## Filmographie

### Cinéma et téléfilms
- 2003 : Liever verliefd (nl) : Mike
- 2004 : Floris : Soldaat Kerker
- 2006 : Afblijven (nl) : Jim
- 2007 : De scheepsjongens van Bontekoe (nl) : Smid
- 2010 : De Nobelprijswinnaar de Timo Veltkamp : Bert De Brauw[3]
- 2010 : VRijland (nl) : Arie Kruithof
- 2010 : Penoza (nl) (saison 1) : Le chauffeur de camion
- 2011 : Lena de Christophe Van Rompaey : Le Rechercher numéro 2[4]
- 2013 : Mees Kees op kamp (nl) : Koos
- 2015 : Bloed, zweet & tranen de Diederick Koopal : André Hazes[5]
- 2015 : Hallo bungalow (nl) de Anne de Clercq : Fridus[6]
- 2015 : Bagels & Bubbels (nl) : Tony
- 2016 : The Passion (nl) : Jezus
- 2016 : Rokjesdag (nl) : Edwin
- 2016 : Onze Jongens (nl) de Johan Nijenhuis : Bas[7]
- 2016 : Petticoat (série télévisée) (nl) : Fred Wieger
- 2017 : Dikkertje Dap (nl) de Barbara Bredero : Opa[8]
- 2018 : Mannen van Mars (nl) : Mark
- 2018 : Orange Fever de Pim van Hoeve : Michael[9]

## Discographie

### Comédies musicales
- 2012-2014 : Hij Gelooft in Mij : André Hazes
- 2017 : The Christmas Show : Geest van Nu

### Album studio
- 2015 : Bloed, Zweet & Tranen (De Soundtrack Van De Film) ft. André Hazes[10]